# Les invisibles
Les invisibles és una pel·lícula de comèdia dramàtica francesa del 2018 dirigida per Louis-Julien Petit, basada en la novel·la del 2015 Sur la Route des Invisibles, Femmes Dans La Rue de Claire Lajeunie. S'ha doblat i subtitulat al català.
La pel·lícula es va estrenar al Festival de Cinema Francòfon d'Angulema de 2018 i es va estrenar als cinemes el 9 de gener de 2019, amb crítiques generalment positives.